# Polski Kontyngent Wojskowy w Macedonii
Polski Kontyngent Wojskowy w Macedonii (PKW Macedonia) – wydzielony komponent Sił Zbrojnych RP, przeznaczony do działań operacyjnych w ramach NATO-wskich operacji Amber Fox (Bursztynowy Lis) i później Allied Harmony (Sojusznicza Harmonia), a następnie unijnej Concordii w Macedonii w latach 2001–2003.
PKW Macedonia na przestrzeni lat nosił następujące oficjalne nazwy:
- 2001-2003: Polski Kontyngent Wojskowy w składzie Sił Organizacji Traktatu Północnoatlantyckiego w Byłej Jugosłowiańskiej Republice Macedonii,
- 2003: Polski Kontyngent Wojskowy w operacji wojskowej Unii Europejskiej w Byłej Jugosłowiańskiej Republice Macedonii.

## Historia
W 2001 konflikt między Macedończykami a Albańczykami doprowadził Macedonię na skraj wojny domowej: w wyniku walk między bojownikami albańskiej Armii Wyzwolenia Narodowego a macedońskimi siłami bezpieczeństwa zginęło ok. 140 Albańczyków i ok. 60 Macedończyków, wysiedlono ok. 100 tys. osób. Dzięki zaangażowaniu międzynarodowemu, mającemu na celu uniknięcie powtórzenia sytuacji z innej części Bałkanów z lat 1991–1995 i 1999, zwaśnione strony podpisały w dniu 13 sierpnia 2001 porozumienie pokojowe. Na jego mocy 27 sierpnia wielonarodowa brygada NATO rozpoczęła operację Essential Harvest (Niezbędne Żniwa), mającą na celu rozbrojenie rebeliantów oraz późniejsze zniszczenie pozyskanej broni. Zakończyła się 26 września, wtedy też na prośbę rządu macedońskiego Organizacja Traktatu Północnoatlantyckiego zaczęła operację Amber Fox (Bursztynowy Lis), realizowaną przez ok. 700 żołnierzy NATO wysłanych do Macedonii (w ramach potrzeb do dyspozycji pozostawało ok. 300 stacjonujących na miejscu).
Do udziału w operacji Amber Fox została zaproszona Polska. Polski kontyngent stanowiło do 25 komandosów z 1 Pułku Specjalnego Komandosów z Lublińca (JW 4101), którzy stacjonowali w Macedonii od 29 września 2001 roku. Zadania polskich żołnierzy obejmowały:
- ochronę obserwatorów Unii Europejskiej i OBWE,
- ochronę konwojów humanitarnych,
- reagowanie w sytuacjach kryzysowych,
- monitorowanie ruchu granicznego między Macedonią a Kosowem[2].

Po ponownej prośbie rządu macedońskiego o kontynuowaniu wojskowej obecności NATO po zakończeniu operacji Amber Fox 16 grudnia 2002 rozpoczęło operację Allied Harmony (Sojusznicza Harmonia). Działania wojsk OTP poszerzono o doradztwo macedońskim siłom bezpieczeństwa. Polska kontynuowała obecność kontyngentu wojskowego w Macedonii w postaci plutonu wydzielonego z JW 4101. Zadania polskich komandosów pozostały niezmienione.
4 marca 2003, podczas rutynowego patrolu samochód polskiego kontyngentu, w którym znajdowało się czterech żołnierzy i miejscowa tłumaczka, wjechał na minę lądową. Dwóch żołnierzy 1 Pułku Specjalnego Komandosów zginęło (plutonowy Paweł Legencki i plutonowy Piotr Mikułowski – pośmiertnie awansowani na sierżantów), a dwóch innych zostało rannych. Zamachu dokonali Albańczycy, dwóch sprawców zostało skazanych na 10 lat pozbawienia wolności. Na miejscu tragedii postawiono pomnik ku czci poległych sierżantów.
17 marca 2003 Rada Północnoatlantycka podjęła decyzję o zakończeniu operacji Allied Harmony z dniem 31 marca. W ramach formuły Berlin Plus Organizacja Traktatu Północnoatlantyckiego i Unia Europejska uzgodniły zastąpienie sił NATO pierwszą unijną operacją pokojową Concordia.
Polskie władze postanowiły o utrzymaniu kontyngentu w Macedonii w dotychczasowym kształcie i zadaniach. Przejście polskich żołnierzy pod dowództwo unijne miało miejsce jeszcze przed przystąpieniem RP do Unii Europejskiej i stanowiło wyraz chęci aktywnego uczestnictwa w Europejskiej Polityce Bezpieczeństwa i Obrony. Operacja utrzymania pokoju przez polskich i unijnych żołnierzy (ok. 350-osobowy personel) trwała do 15 grudnia 2003 roku. Concordia stanowiła zwieńczenie wszystkich 4 operacji pokojowych, które wypełniły postanowienia porozumienia pokojowego, przywróciły stabilność Macedonii i przybliżyły ją do struktur euroatlantyckich i europejskich. Operacja wojskowa została zastąpiona unijną misją policyjną pod kryptonimem Proxima (1 marca 2004 w jej skład wszedł polski kontyngent policyjny).